# RMNradio
RMNradio ist ein werbefinanzierter Hörfunksender aus Kleinblittersdorf.

## Geschichte
RMNradio wurde am 23. August 2002 als Internetradiosender gegründet. Am 9. August 2007 wurde dem Sender eine bundesweit gültige Sendelizenz ohne Zuweisung von Übertragskapazitäten von der Landesmedienanstalt Saarland (LMS) erteilt. Diese Lizenz ermöglicht es RMNRadio grundsätzlich über alle zur Verfügung stehenden Übertragungswege sein Programm zu verbreiten wie zum Beispiel UKW, Satellit und Kabel.

## Empfang
Internetunabhängig wird das Programm auf der Frequenz 105,5 MHz in das Kabelnetz der AWE-Oldenburg (ca. 10.000 Haushalte) analog UKW sowie im analogen Kabelnetz von Wilhelm.tel in Hamburg und Schleswig-Holstein (ca. 250.000 Haushalte) auf der Frequenz 98,95 MHz und digital im Kabelnetz DVB-C der Wilhelm.tel und Willy.tel (ca. 78.000 Haushalte) in Hamburg (Frequenz 666 MHz, Kanal 45) und Norderstedt und Henstedt-Ulzburg (Frequenz 842 MHz, Kanal 67) ausgestrahlt.

## Programm
Die Zielgruppe des Senders (19- bis 59-Jährige) ist breit angelegt. Musikalische Schwerpunkte bilden Pop und Rock der 1970er Jahre bis heute, aktuelle Chartstitel und Spartenmusik wie Alternative, Chill Out, Black Music und Independent Rock. Besonderes Gewicht wird der Nachwuchsförderung deutscher Bands und Interpreten eingeräumt. RMNradio hat sich als erster deutscher Sender verpflichtet, 30 % des Musikprogramms mit in Deutschland produzierter Musik zu bestücken.
Neben dem Hauptkanal existieren mit Radio Schlagerparadies, Megahitradio, RMNrelax, RMNinstrumental, RMNPowerstream, Kuschel.FM, Partyradio24, RockHausRadio und PopStop weitere Spartenkanäle.